# ستيوارت مونداي
ستيوارت مونداي (بالإنجليزية: Stuart Munday)‏ هو لاعب كرة قدم بريطاني في مركز الدفاع، ولد في 28 سبتمبر 1972 في Stratford, London ‏ في المملكة المتحدة. لعب مع برايتون أند هوف ألبيون.